# Saint-Thomas-de-Conac
Saint-Thomas-de-Conac település Franciaországban, Charente-Maritime megyében. Lakosainak száma 574 fő (2022. január 1.). Saint-Thomas-de-Conac Saint-Ciers-du-Taillon, Saint-Dizant-du-Gua, Saint-Georges-des-Agoûts, Sainte-Ramée, Saint-Sorlin-de-Conac, Semoussac, Saint-Christoly-Médoc és Saint-Yzans-de-Médoc községekkel határos.

## Népesség
A település népessége az elmúlt években az alábbi módon változott:
| Lakosok száma | 778  | 657  | 610  | 557  | 556  | 554  | 559  | 575  | 575  | 574  |
|               | 1968 | 1982 | 1990 | 2006 | 2013 | 2015 | 2017 | 2019 | 2020 | 2022 |